# Manhattan Life Insurance Building
Het Manhattan Life Insurance Building was een van de eerste wolkenkrabbers van New York. Het gebouw aan Broadway met een hoogte van 106 meter werd voltooid in 1894 en enigszins uitgebreid in 1904. Het werd ontworpen door het architectenbureau Kimball & Thompson.
Het Manhattan Life Insurance Building was de eerste wolkenkrabber die hoger dan honderd meter was. Van 1894 tot en met 1899 was het het hoogste gebouw van New York en de hoogste wolkenkrabber ter wereld. Het gebouw is in de jaren zestig afgebroken om plaats te maken voor een uitbreiding van 1 Wall Street, tegenwoordig het BNY Mellon Building.